# Розподіл хі-квадрат
Розподіл хі-квадрат (χ²-розподіл) з 'n' ступенями вільності — неперервний розподіл, що визначається як розподіл суми квадратів 'n' незалежних випадкових величин з стандартним нормальним розподілом. Тобто якщо ξ1, ..., ξn — незалежні стандартні нормальні випадкові величини, то випадкова величина Xn2=ξ12+...+ξn2 матиме розподіл хі-квадрат з 'n' ступенями вільності.
Розподіл хі-квадрат є одним з найважливіших у статистиці. Зокрема він використовується у критеріях хі-квадрат (наприклад критерії узгодженості Пірсона). 
Розподіл хі-квадрат є частковим випадком гамма-розподілу.

## Вступ
Ланкастер
показав зв'язок між біноміальним, нормальним і хі-квадрат розподілами, як показано нижче. Де Муавр і Лаплас встановили, що біноміальний розподіл можна наблизити через нормальний розподіл. Точніше вони показали асимптотичну нормальність випадкової величини
{\displaystyle \chi ={m-Np \over {\sqrt {(Npq)}}},}
де m — це спостережена кількість успіхів в N спробах, де ймовірність успіху p, а q = 1 − p.
Підносимо до квадрату обидві частини рівняння
{\displaystyle \chi ^{2}={(m-Np)^{2} \over (Npq)}}
Використовуючи N = Np + N(1 − p), N = m + (N − m), та q = 1 − p, це рівняння спрощується до
{\displaystyle \chi ^{2}={(m-Np)^{2} \over (Np)}+{((N-m)-Nq)^{2} \over (Nq)}}
Вираз праворуч має форму, яку Пірсон узагальнив до:
{\displaystyle \chi ^{2}=\sum _{i=1}^{n}{\frac {(O_{i}-E_{i})^{2}}{E_{i}}},}
де
{\displaystyle \chi ^{2}} — кумулятивна тестова статистика Пірсона, яка асимптотично наближується до {\displaystyle \chi ^{2}} розподілу.
{\displaystyle O_{i}} — кількість спостережень типу i.
{\displaystyle E_{i}-Np_{i}} — очікувана (теоретична) частота типу i, згідно з нульовою гіпотезою, яка стверджує, що частка типу i в популяції становить {\displaystyle p_{i}}
{\displaystyle n} — кількість комірок в таблиці.
У випадку біноміального виходу (підкидання монети), біноміальний розподіл можна апроксимувати через нормальний (для досить великих n). З того, що квадрат нормального розподілу — це розподіл хі-квадрат з одним ступенем вільності, ймовірність результату як-от 1 аверс з 10 спроб, можна апроксимувати через нормальний розподіл чи розподіл хі-квадрат. Однак, багато задач потребують більше ніж два виходи як у біноміальному випадку, натомість вони потребують 3 або більше категорій, що призводить до поліноміального розподілу. Просто де Муавр і Лаплас шукали і знайшли нормальне наближення до біноміального, Пірсон шукав і знайшов багатовимірне нормальне наближення до поліноміального розподілу. Пірсон показав, що розподіл хі-квадрат, сума багатьох нормальних розподілів, був таким наближенням до поліноміального розподілу.

## Розподіл хі-квадрат

### Щільність імовірності
Розподіл хі-квадрат зосереджений на додатній півосі і має щільність:
{\displaystyle P_{x^{2}}(n)(x)={\begin{cases}0,&{\mbox{if }}x<0\\{\frac {1}{\Gamma (n/2)2^{n/2}}}x^{n/2-1}e^{-x/2},&{\mbox{if }}x\geq \ 0\end{cases}}},
де {\displaystyle \Gamma (\alpha )=\int _{0}^{\infty }t^{\alpha -1}e^{-t}\,dt} — гамма-функція.

### Функція розподілу
Функція розподілу хі-квадрат розподілу записується
{\displaystyle {\frac {1}{\Gamma (k/2)}}\;\gamma (k/2,\,x/2)}
При n>+2 χ2-розподіл має моду в точці x = n - 2. Характеристична функція χ2-розподілу має вигляд f(t)=(1-2it)-n/2. 
Математичне сподівання і дисперсія розподілу хі-квадрат рівні, відповідно, n і 2n.

## Властивості χ2-розподілу
- Розподіл хі-квадрат є стійким відносно додавання. Якщо Y1, Y2  незалежні, і {\displaystyle Y_{1}\sim \chi ^{2}(n_{1}),Y_{2}\sim \chi ^{2}(n_{2})\,}, то {\displaystyle Y_{1}+Y_{2}\sim \chi ^{2}(n_{1}+n_{2})\,}
- З визначення легко отримати моменти розподілу хі-квадрат. Якщо {\displaystyle Y\sim \chi ^{2}(n)} то {\displaystyle E[Y]=nD[Y]=2n}
- Через центральну граничну теорему, при великому числі ступенів вільності розподіл випадкової величини {\displaystyle Y\sim \chi ^{2}(n)}  може бути наближений нормальним {\displaystyle Y\approx N(n,2n)}. Точніше {\displaystyle {\frac {Y-n}{\sqrt {2n}}}\to N(0,1)} по розподілу при  {\displaystyle n\to \infty }.

## Застосування
Сума незалежних випадкових величин Xn12+...+Xnk2 з n1, n2 ..., nk ступенями вільності, відповідно, підкоряється хі-квадрат розподілу з n = n1 + n2 + ... + nk ступенями вільності. Завдяки тісному зв'язку з нормальним розподілом χ2-розподіл відіграє важливу роль в теорії ймовірностей і математичній статистиці. χ2-розподіл, і багато інших розподілів, які визначаються за допомогою χ2-розподілу (наприклад — розподіл Стьюдента), описують вибіркові розподіли різних функцій від нормально розподілених результатів спостережень і використовуються для побудови довірчих інтервалів і статистичних критеріїв. 
Так, наприклад, для незалежних випадкових величин x1, x2 ..., xn з однаковим нормальним розподілом з математичним сподіванням а і дисперсією δ2 відношення s2/δ2 ,
 де {\displaystyle s={\sqrt {\frac {\sum _{i=1}^{n}(x_{i}-x_{cp})^{2}}{n-1}}}}, {\displaystyle x_{cp}={\frac {\sum _{i=1}^{n}x_{i}}{n}}}

 підкоряється χ2-розподілу з n - 1 ступенями вільності при будь-яких значеннях а і δ2. Цей результат покладений в основу побудови довірчих інтервалів і критерію для перевірки гіпотези про невідоме значення дисперсії у разі, коли середнє значення випадкової величини також невідоме (перевірка статистичних гіпотез і інтервальна статистична оцінка).
Особливу популярність у зв'язку з хі-квадрат розподілом отримав критерій хі-квадрат, заснований на так званій хі-квадрат статистиці Пірсона. Є детальні таблиці χ2-розподілу, зручні для статистичних розрахунків. При великих обсягах вибірок використовують апроксимацію за допомогою нормального розподілу. При {\displaystyle n\to \infty }, згідно з центральною граничною теоремою, розподіл нормальної величини  прагне до нормального розподілу. 
Вперше χ2-розподіл було розглянуто Р.Хельмертом (1876) і Карлом Пірсоном (1900).